# Ronde van Luxemburg 2006
De Ronde van Luxemburg 2006 (Luxemburgs: Tour de Luxembourg 2006) werd gehouden van 31 mei tot en met 4 juni in Luxemburg, en maakte deel uit van de UCI Europe Tour 2006.

## Etappe-overzicht
| etappe  | datum  | start       | finish      | afstand  | winnaar          | klassementsleider     |
| ------- | ------ | ----------- | ----------- | -------- | ---------------- | --------------------- |
| Proloog | 31 mei | Luxemburg   | Luxemburg   | 2.633 km | Kim Kirchen      | Kim Kirchen           |
| 1e      | 1 juni | Luxemburg   | Mondorf     | 168.8 km | Allan Johansen   | Kim Kirchen           |
| 2e      | 2 juni | Schifflange | Differdange | 183.2 km | Paul Martens     | Marco Serpellini      |
| 3e      | 3 juni | Wiltz       | Diekirch    | 175.1 km | Jonas Ljungblad  | Christian Vande Velde |
| 4e      | 4 juni | Mersch      | Luxemburg   | 149.4 km | Stefano Garzelli | Christian Vande Velde |

## Etappe-uitslagen

### Proloog
| Luxemburg – Luxemburg (2.633 km) |                      |                         |          |
| Plaats                           | Naam                 | Ploeg                   | Tijd     |
| Winnaar                          | Kim Kirchen          | T-Mobile Team           | 0u03'55" |
| 2                                | László Bodrogi       | Crédit Agricole         | +00' 05" |
| 3                                | Harald Starzengruber | Elk Haus-Simplon        | +00' 07" |
| 4                                | Juan Antonio Flecha  | Rabobank                | +00' 09" |
| 5                                | Jeremy Hunt          | Unibet.com              | +00' 10" |
| 6                                | Marcus Ljungqvist    | Team CSC                | z.t.     |
| 7                                | Steven Cummings      | Landbouwkrediet-Colnago | +00' 11" |
| 8                                | Sergej Ivanov        | T-Mobile Team           | z.t.     |
| 9                                | Karsten Kroon        | Team CSC                | z.t.     |
| 10                               | Olaf Pollack         | T-Mobile Team           | z.t.     |

### 1e etappe
| Luxemburg – Mondorf-les-Bains (168.8 km) |                     |                     |          |
| Plaats                                   | Naam                | Ploeg               | Tijd     |
| Winnaar                                  | Allan Johansen      | Team CSC            | 4u22'40" |
| 2                                        | Kim Kirchen         | T-Mobile Team       | z.t.     |
| 3                                        | Matthieu Sprick     | Bouygues Télécom    | z.t.     |
| 4                                        | Eros Capecchi       | Liquigas            | z.t.     |
| 5                                        | Michael Albasini    | Liquigas            | z.t.     |
| 6                                        | Juan Antonio Flecha | Rabobank            | z.t.     |
| 7                                        | Fränk Schleck       | Team CSC            | z.t.     |
| 8                                        | Steffen Radochla    | Team Wiesenhof-AKUD | +00' 08" |
| 9                                        | Graeme Brown        | Rabobank            | z.t.     |
| 10                                       | Alexandre Pichot    | Bouygues Télécom    | z.t.     |

### 2e etappe
| Schifflange – Differdange (183.2 km) |                       |                     |          |
| Plaats                               | Naam                  | Ploeg               | Tijd     |
| Winnaar                              | Paul Martens          | Skil-Shimano        | 4u26'05" |
| 2                                    | Marco Serpellini      | Unibet.com          | z.t.     |
| 3                                    | Christian Vande Velde | Team CSC            | z.t.     |
| 4                                    | Tomasz Brożyna        | Intel-Action        | z.t.     |
| 5                                    | Steffen Radochla      | Team Wiesenhof-AKUD | +00' 27" |
| 6                                    | László Bodrogi        | Crédit Agricole     | z.t.     |
| 7                                    | Håkan Nilsson         | Team Differdange    | z.t.     |
| 8                                    | Dariusz Rudnicki      | Intel-Action        | +00' 44" |
| 9                                    | Marcel Sieberg        | Team Wiesenhof-AKUD | z.t.     |
| 10                                   | Cyril Lemoine         | Crédit Agricole     | z.t.     |

### 3e etappe
| Wiltz – Diekirch (175.1 km) |                       |                         |          |
| Plaats                      | Naam                  | Ploeg                   | Tijd     |
| Winnaar                     | Jonas Ljungblad       | Unibet.com              | 4u16'52" |
| 2                           | Allan Johansen        | Team CSC                | z.t.     |
| 3                           | Eros Capecchi         | Liquigas                | z.t.     |
| 4                           | László Bodrogi        | Crédit Agricole         | z.t.     |
| 5                           | Lorenzo Bernucci      | T-Mobile Team           | z.t.     |
| 6                           | Cyril Lemoine         | Crédit Agricole         | z.t.     |
| 7                           | Juan Antonio Flecha   | Rabobank                | z.t.     |
| 8                           | Christian Vande Velde | Team CSC                | z.t.     |
| 9                           | Bert De Waele         | Landbouwkrediet-Colnago | z.t.     |
| 10                          | Johan Coenen          | Unibet.com              | z.t.     |

### 4e etappe
| Mersch – Luxemburg (149.4 km) |                   |                         |          |
| Plaats                        | Naam              | Ploeg                   | Tijd     |
| Winnaar                       | Stefano Garzelli  | Unibet.com              | 3u29'54" |
| 2                             | Kim Kirchen       | T-Mobile Team           | z.t.     |
| 3                             | Roy Sentjens      | Rabobank                | z.t.     |
| 4                             | Marcus Ljungqvist | Team CSC                | z.t.     |
| 5                             | Sébastien Portal  | Crédit Agricole         | z.t.     |
| 6                             | Jonas Ljungblad   | Unibet.com              | z.t.     |
| 7                             | Fränk Schleck     | Team CSC                | z.t.     |
| 8                             | Gerald Ciolek     | Team Wiesenhof-AKUD     | z.t.     |
| 9                             | Bert De Waele     | Landbouwkrediet-Colnago | z.t.     |
| 10                            | Matthieu Sprick   | Bouygues Télécom        | z.t.     |

## Eindklassementen
| Plaats    | Naam                  | Ploeg                   | Tijd      |
| --------- | --------------------- | ----------------------- | --------- |
| Gele trui | Christian Vande Velde | Team CSC                | 16u39'49" |
| 2         | Tomasz Brożyna        | Intel-Action            | +00' 10"  |
| 3         | Allan Johansen        | Team CSC                | +00' 24"  |
| 4         | Jonas Ljungblad       | Unibet.com              | +00' 26"  |
| 5         | Juan Antonio Flecha   | Rabobank                | +00' 34"  |
| 6         | Bert De Waele         | Landbouwkrediet-Colnago | +00' 44"  |
| 7         | Johan Coenen          | Unibet.com              | +00' 48"  |
| 8         | Cyril Lemoine         | Crédit Agricole         | +00' 50"  |
| 9         | Eros Capecchi         | Liquigas                | +01' 07"  |
| 10        | Roy Sentjens          | Rabobank                | +01' 32"  |
| 11        | László Bodrogi        | Crédit Agricole         | +02' 02"  |
| 12        | Lorenzo Bernucci      | T-Mobile Team           | +09' 14"  |
| 13        | Jan Bárta             | Elk Haus-Simplon        | +09' 51"  |
| 14        | Floris Goesinnen      | Skil-Shimano            | +11' 50"  |
| 15        | Dariusz Rudnicki      | Intel-Action            | +13' 38"  |
| 16        | Kim Kirchen           | T-Mobile Team           | +17' 23"  |
| 17        | Matthieu Sprick       | Bouygues Télécom        | +17' 45"  |
| 18        | Paul Martens          | Skil-Shimano            | +17' 46"  |
| 19        | Fränk Schleck         | Team CSC                | +17' 49"  |
| 20        | Marcus Ljungqvist     | Team CSC                | +17' 53"  |

| Plaats      | Naam           | Ploeg           | Punten |
| ----------- | -------------- | --------------- | ------ |
| Blauwe trui | Kim Kirchen    | T-Mobile Team   | 52     |
| 2           | Allan Johansen | Team CSC        | 36     |
| 3           | László Bodrogi | Crédit Agricole | 34     |

| Plaats      | Naam             | Ploeg            | Punten |
| ----------- | ---------------- | ---------------- | ------ |
| Groene trui | Thomas Rohregger | Elk Haus-Simplon | 14     |
| 2           | László Bodrogi   | Crédit Agricole  | 13     |
| 3           | Paul Martens     | Skil-Shimano     | 10     |

| Plaats     | Naam          | Ploeg            | Tijd      |
| ---------- | ------------- | ---------------- | --------- |
| Witte trui | Cyril Lemoine | Crédit Agricole  | 16u40'39" |
| 2          | Eros Capecchi | Liquigas         | +00' 17"  |
| 3          | Jan Bárta     | Elk Haus-Simplon | +09' 01"  |

| Plaats | Ploeg      | Tijd      |
| ------ | ---------- | --------- |
|        | Team CSC   | 50u12'10" |
| 2      | Unibet.com | +05' 05"  |
| 3      | Rabobank   | +06' 38"  |

1935 · 
1936 · 
1937 · 
1938 · 
1939 · 
1940 · 
1941 · 
1942 · 
1943 · 
1944 · 
1945 · 
1946 · 
1947 · 
1948 · 
1949 · 
1950 · 
1951 · 
1952 · 
1953 · 
1954 · 
1955 · 
1956 · 
1957 · 
1958 · 
1959 · 
1960 · 
1961 · 
1962 · 
1963 · 
1964 · 
1965 · 
1966 · 
1967 · 
1968 · 
1969 · 
1970 · 
1971 · 
1972 · 
1973 · 
1974 · 
1975 · 
1976 · 
1977 · 
1978 · 
1979 · 
1980 · 
1981 · 
1982 · 
1983 · 
1984 · 
1985 · 
1986 · 
1987 · 
1988 · 
1989 · 
1990 · 
1991 · 
1992 · 
1993 · 
1994 · 
1995 · 
1996 · 
1997 · 
1998 · 
1999 · 
2000 · 
2001 · 
2002 · 
2003 · 
2004 · 
2005 · 
2006 · 
2007 · 
2008 · 
2009 · 
2010 · 
2011 · 
2012 · 
2013 · 
2014 ·
2015 ·
2016 ·
2017 ·
2018 ·
2019 ·
2020 ·
2021 · 2022 · 2023 · 2024